# Chirolophis japonicus
Chirolophis japonicus és una espècie de peix de la família dels estiquèids i de l'ordre dels perciformes.

## Descripció
- Fa 55 cm de llargària màxima.[8][9]

## Hàbitat i distribució geogràfica
És un peix marí, bentopelàgic i de clima temperat, el qual viu al Pacífic nord-occidental: els esculls rocallosos i els fons de les badies del nord del Japó i des del golf de Bohai fins a la badia de Pere el Gran.

## Observacions
És inofensiu per als humans.